# Konjiški maraton
Konjiški maraton (kljub imenu ne sodi med maratone) je tekaška športna prireditev, ki jo že vrsto let v Slovenskih Konjicah  na zadnjo nedeljo v septembru prireja in vodi Športno društvo Konjiški maraton.
Namenjena je tekačem, rekreativcem, seniorjem, otrokom, mladim ter vsem ljubiteljem teka, pa tudi vsem, ki ob štartu/cilju in trasi z navijanjem podpirajo udeležence.

## Trasa prireditve
Tekaški dogodek se začenja in konča v starem mestnem jedru Slovenskih Konjic, poteka pa skozi Dravinjsko dolino, mimo vinorodnih gričev Škalc do Zreč in ob vznožju Konjiške gore.
Tehnično je najdaljša trasa teka polmaraton (21 kilometrov), dopolnjujeta ga še teka na 10 in 15 kilometrski razdalji. Konjičkov tek je namenjen predšolskim otrokom, Tek šolarjev pa osnovnošolcem.

### Zmagovalci polmaratona (21 km)
Rekord proge
| Leto | Moški                | Čas     | Ženske                       | Čas     |
| ---- | -------------------- | ------- | ---------------------------- | ------- |
| 2021 | Vinko Jost (SLO)     | 1:18:42 | Katja Martinšek (SLO)        | 1:32:19 |
| 2020 | -                    |         | -                            |         |
| 2019 | Dejan Zorman (SLO)   | 1:13:57 | Jasmina Pitamic Vojska (SLO) | 1:20:27 |
| 2018 | Simon Navodnik (SLO) | 1:11:03 | Jasmina Ilijaš (CRO)         | 1:24:44 |
| 2017 | Mitja Krevs (SLO)    | 1:11:16 | Jasmina Ilijaš (CRO)         | 1:24:55 |
| 2016 | Janez Mulej (SLO)    | 1:12:50 | Helena Javornik (SLO)        | 1:24:58 |
| 2015 | Mitja Kosovelj (SLO) | 1:08:11 | Daneja Grandovec (SLO)       | 1:19:41 |
| 2014 | Robert Kotnik (SLO)  | 1:12:35 | Lucija Krkoč (SLO)           | 1:21:52 |
| 2013 | Anton Kosmač (SLO)   | 1:07:52 | Mateja Mlinar (SLO)          | 1:28:14 |

### Zmagovalci cestnega teka (10 km)
Rekord proge
      Državni rekord
| Leto | Moški               | Čas     | Ženske                | Čas     |
| ---- | ------------------- | ------- | --------------------- | ------- |
| 2021 | Klemen Bojanc (SLO) | 0:31:15 | Anja Fink (SLO)       | 0:35:01 |
| 2020 | Mitja Krevs (SLO)   | 0:31:13 | Neja Kršinar (SLO)    | 0:34:40 |
| 2019 | Mitja Krevs (SLO)   | 0:31:13 | Neja Kršinar (SLO)    | 0:35:52 |
| 2018 | Brešan Jan (SLO)    | 0:31:10 | Barbara Černič (SLO)  | 0:38:18 |
| 2017 | Jan Kokalj (SLO)    | 0:31:48 | Klara Ljubi (SLO)     | 0:38:02 |
| 2016 | Matej Šturm (SLO)   | 0:33:01 | Kim Ameršek (SLO)     | 0:41:33 |
| 2015 | Rok Puhar (SLO)     | 0:30:44 | Sonja Roman (SLO)     | 0:35:52 |
| 2014 | Rok Puhar (SLO)     | 0:30:30 | Ana Noner (SLO)       | 0:43:18 |
| 2013 | Rok Puhar (SLO)     | 0:30:53 | Mojca Grandovec (SLO) | 0:38:05 |

## Priznanja
Atletska zveza Slovenije je Konjiškemu maratonu kot prvemu in doslej edinemu podelila posebno priznanje za organizacijo, potem, ko je prireditev prvič v zgodovini slovenskih tekaških prireditev dosegla vse organizacijske točke.

## Galerija
- Pogovor z udeleženko
- Prihod zmagovalca v cilj
- Osvežitev po teku